# Liste der Biografien/Matl
Liste der Biografien |
Portal Biografien |
Personensuche
# |
A |
B |
C |
D |
E |
F |
G |
H |
I |
J |
K |
L |
M |
N |
O |
P |
Q |
R |
S |
T |
U |
V |
W |
X |
Y |
Z |
?
 
Ma |
Mb |
Mc |
Md |
Me |
Mf |
Mg |
Mh |
Mi |
Mj |
Mk |
Ml |
Mm |
Mn |
Mo |
Mp |
Mq |
Mr |
Ms |
Mt |
Mu |
Mv |
Mw |
Mx |
My |
Mz
 
Maa |
Mab |
Mac |
Mad |
Mae |
Maf |
Mag |
Mah |
Mai |
Maj |
Mak |
Mal |
Mam |
Man |
Mao |
Map |
Maq |
Mar |
Mas |
Mat |
Mau |
Mav |
Maw |
Max |
May |
Maz
 
Mata |
Matb |
Matc |
Mate |
Matf |
Math |
Mati |
Matj |
Matk |
Matl |
Matm |
Matn |
Mato |
Matr |
Mats |
Matt |
Matu |
Matv |
Matw |
Maty |
Matz
Die Liste der Biografien führt alle Personen auf, die in der deutschsprachigen Wikipedia einen Artikel haben. Dieses ist eine Teilliste mit 25 Einträgen von Personen, deren Namen mit den Buchstaben „Matl“ beginnt.

## Matl
- Matl, Josef (1897–1974), österreichischer Slawist

### Matla
- Matla, Antoni (1912–1987), polnischer Schlosser und Abgeordneter
- Matla, Frédérique (* 1996), niederländische Hockeyspielerin
- Matlaba, Thabo (* 1987), südafrikanischer Fußballspieler
- Matlachow, Igor (* 1987), belarussischer Biathlet
- Matlack, James (1775–1840), US-amerikanischer Politiker
- Matlack, Timothy (1736–1829), US-amerikanischer Politiker
- Matlakow, Maxim Sergejewitsch (* 1991), russischer Schachspieler
- Matlala, Jacob (1962–2013), südafrikanischer Boxer im Halbfliegen- und Fliegengewicht
- Matlapeng, Bigboy (* 1958), botswanischer Marathonläufer
- Matlary, Janne Haaland (* 1957), norwegische Politologin, Schriftstellerin und Politikerin der Christlichen Volkspartei
- Matlatarea, Luke Paul (1938–1998), papua-neuguineischer römisch-katholischer Ordensgeistlicher, Bischof von Bereina

### Matlh
- Matlhaku, Loungo (* 1995), botswanische Sprinterin

### Matli
- Matlik, Arthur (* 1977), deutscher Fußballspieler
- Matlin, Marlee (* 1965), US-amerikanische Schauspielerin

### Matlo
- Matlock, Glen (* 1956), britischer Bassist und Gründungsmitglied der Sex PistolsGlen Matlock (* 1956)

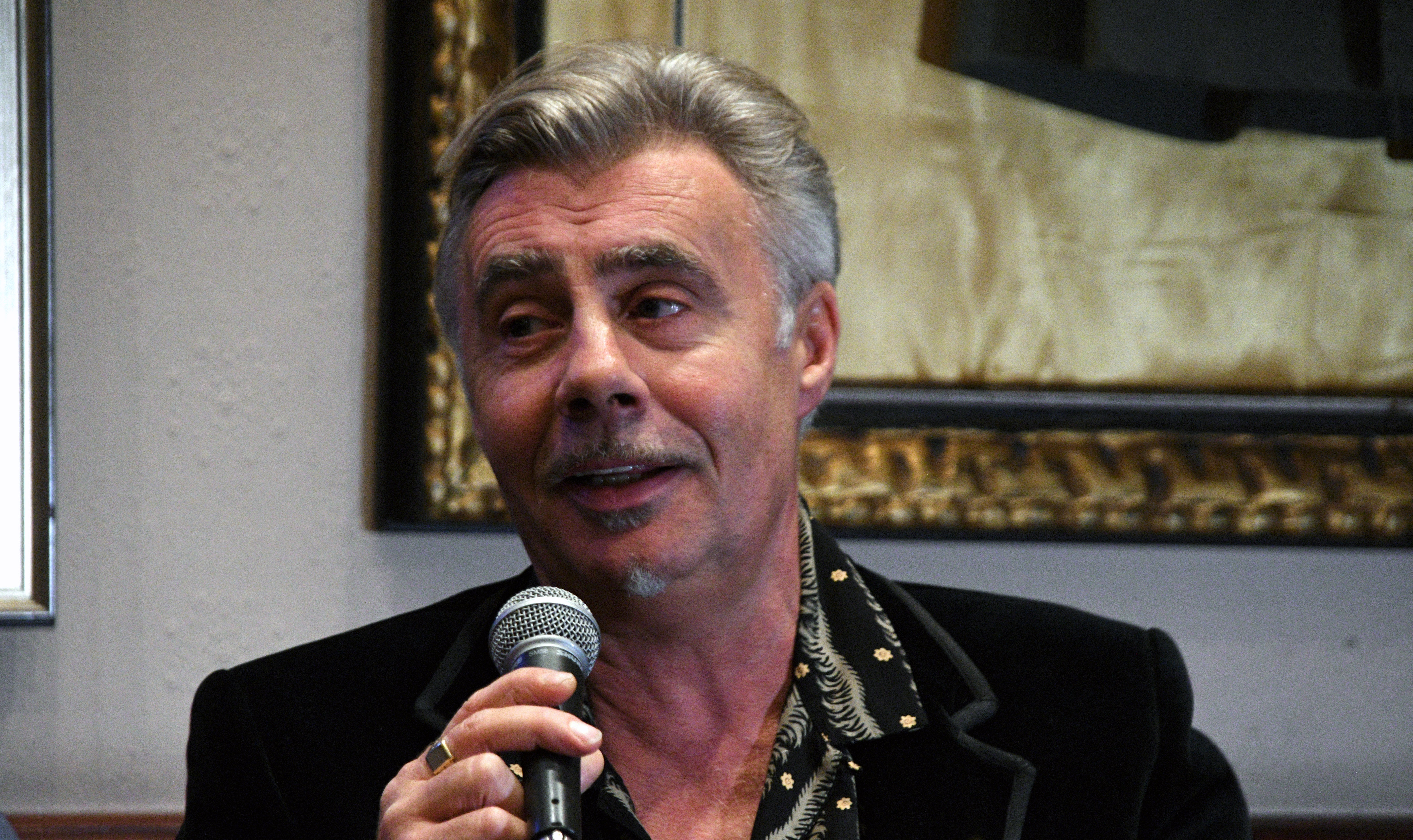
Glen Matlock (* 1956)

- Matlock, Jack (* 1929), US-amerikanischer Diplomat
- Matlock, Matty (1907–1978), US-amerikanischer Jazzmusiker und Arrangeur
- Matlock, Patrick (* 1965), US-amerikanischer Offizier, Generalleutnant der US-Army
- Matloff, Maurice (1915–1993), US-amerikanischer Militärhistoriker
- Matlok, Siegfried (* 1945), dänisch-deutscher Redakteur und Sekretariatsleiter
- Matlou, Noko (* 1985), südafrikanische Fußballspielerin
- Matloub, Ahmad (1936–2018), irakischer Sprachwissenschaftler und Autor
- Matloubi, Mansour (* 1952), britischer Pokerspieler
- Matlovich, Leonard (1943–1988), US-amerikanischer LGBT-Aktivist